# 洳河
40°08′44″N 117°04′41″E / 40.145545°N 117.07817°E
洳河是北京市的一条河流。

## 历史起源
洳河，因水从山谷低洼处流出，故得名洳河，俗称错河。洳河一源起于北京市密云区东邵渠镇银冶岭南麓，另一源起于镇罗营镇玻璃台村镇罗营石河，最终于马昌营镇前芮营村与泃河汇流。

## 河流流向
洳河一源自北京市密云区东邵渠镇南流，与北京市平谷区刘家店镇前吉山河、万庄子河汇流，经丫髻山脚下继而南流，流经北京市平谷区峪口镇胡家营村，继而东南流向至北京市平谷区王辛庄镇许家务村与镇罗营石河相汇，汇流前称洳河右支河。

洳河另一源自北京市平谷区镇罗营镇镇罗营石河延地形蜿蜒西南流，于北京市平谷区镇罗营镇关上村与关上东沟汇流，西流至北京市平谷区大华山镇西峪水库，于大华山镇东辛撞村南流而下，沿途汇流熊儿寨石河、后北宫石河，南流至许家务村两源相汇，后总称为洳河。

## 河流简介
洳河全长40.7千米，总汇水面积490平方千米。平日流量平均为1立方米/秒，汛期最大流量为200-400立方米/秒，河床均宽40米。

## 考古发现
上世纪80年代，在上游前吉山河发现6000年前新石器时代的石刀、石斧等。1982年在中游北埝头发掘新石器时代的居住遗址和生产、生活用具。